# Pic d'Orizaba
Le pic d'Orizaba ou Citlaltépetl est un volcan du Mexique, à la limite entre les États de Veracruz et Puebla. Culminant à 5 675 mètres d'altitude et situé dans la cordillère Néovolcanique, il constitue le point culminant du pays et de cette chaîne de montagnes, mais également le plus haut volcan d'Amérique du Nord ce qui en fait un des sept sommets volcaniques. Sa dernière éruption remonte à 1846. Sa première ascension officielle a lieu deux ans plus tard, à la fin de la Guerre américano-mexicaine, par les lieutenants américains F. Maynard et G. Reynolds.

## Toponymie
La montagne, pico de Orizaba en espagnol, est appelée d'après la ville d'Orizaba qu'elle domine. Citlaltépetl est une variante orthographique de Citlāltepētl, nom en nahuatl venant de cītlalli « étoile » et tepētl « montagne », couramment employé lors de l'arrivée des Espagnols à Mexico. Il pourrait désigner la neige recouvrant le sommet et qui est visible toute l'année à des kilomètres à la ronde dans la région, ou bien les lueurs qui en émanent lors de ses éruptions. Une légende originaire de la ville de Coscomatepec raconte par ailleurs que la planète Vénus peut venir se loger dans le cratère du volcan. La plus ancienne mention connue du volcan, qui provient des autochtones au cours de la période précolombienne, est Poyautécatl, le « sol qui atteint les nuages ». Durant la colonisation, la montagne est également appelée Cerro de San Andrés en raison de la proximité de San Andrés Chalchicomula[réf. souhaitée].

## Géographie

### Situation

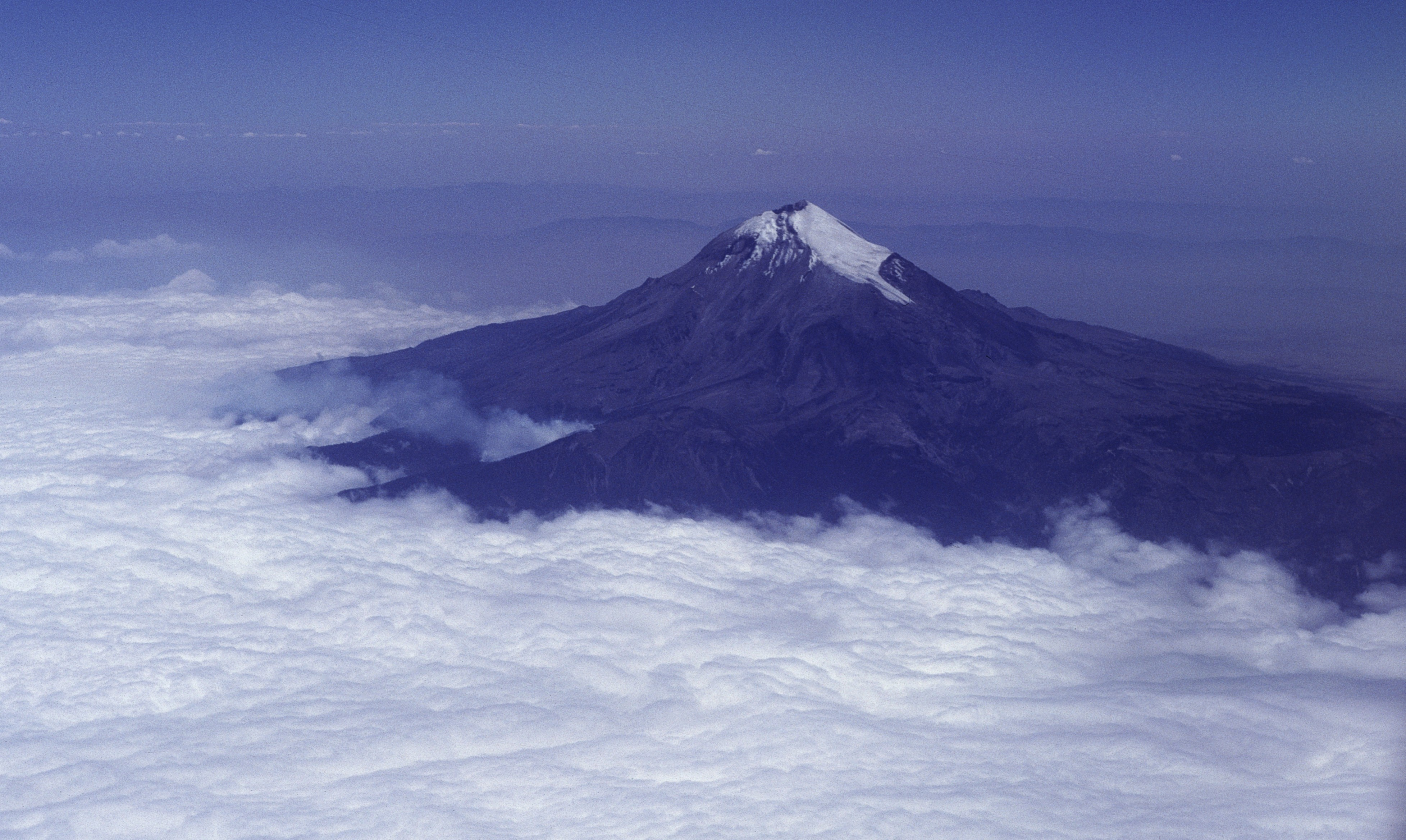
Vue aérienne du pic d'Orizaba.

Le pic d'Orizaba est situé  dans le Centre-Est du Mexique, à la limite administrative des États de Veracruz et Puebla. Il se trouve à 40 kilomètres au nord-ouest de Córdoba et 100 kilomètres à l'est de Puebla, tandis que la capitale Mexico est à 200 kilomètres à l'ouest-nord-ouest ; les eaux du golfe du Mexique sont à une centaine de kilomètres à l'est-nord-est. Le sommet s'élève selon les sources à 5 610,, 5 636,, 5 675 voire 5 754 mètres d'altitude, dans la cordillère Néovolcanique, ce qui en fait le point culminant de la chaîne et du pays, ainsi que le troisième plus haut sommet d'Amérique du Nord. Sa hauteur de culminance est de 4 922 mètres, ce qui le classe à la septième place dans le monde. Il s'agit d'un stratovolcan actif, le plus haut volcan d'Amérique du Nord, le plaçant parmi les sept sommets volcaniques.

### Topographie

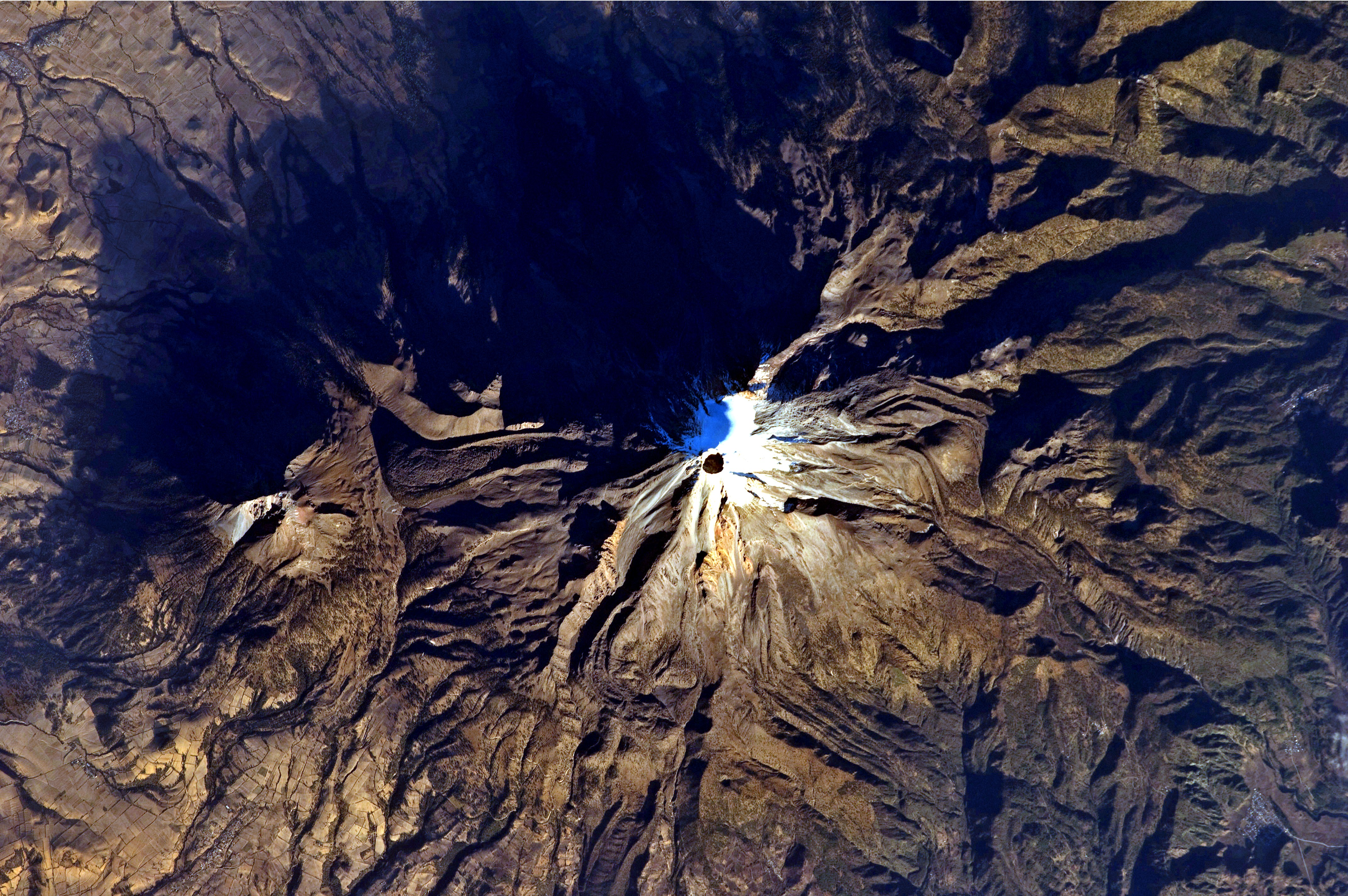
Vue du volcan depuis la Station spatiale internationale mettant en évidence le relief et le cratère sommital.

Le volcan se présente sous la forme d'un cône asymétrique : son versant oriental est le plus incliné alors que le versant nord-ouest a les pentes les plus douces. C'est sur cette face que l'ascension est la plus aisée pour les randonneurs et que les glaciers sont les plus larges. Ceux-ci ont fortement érodé la montagne. À son sommet se trouve un cratère elliptique possédant un grand diamètre de 478 mètres et un diamètre conjugué de 410 mètres ; il a une superficie d'environ 155 000 m2 et une profondeur maximale de près de 300 mètres.

### Hydrographie
La montagne donne naissance à plusieurs rivières, dont le fleuve Jamapa et son principal affluent, le Río Cotaxtla. Leurs eaux proviennent de la fonte des glaciers du pic d'Orizaba.

### Géologie

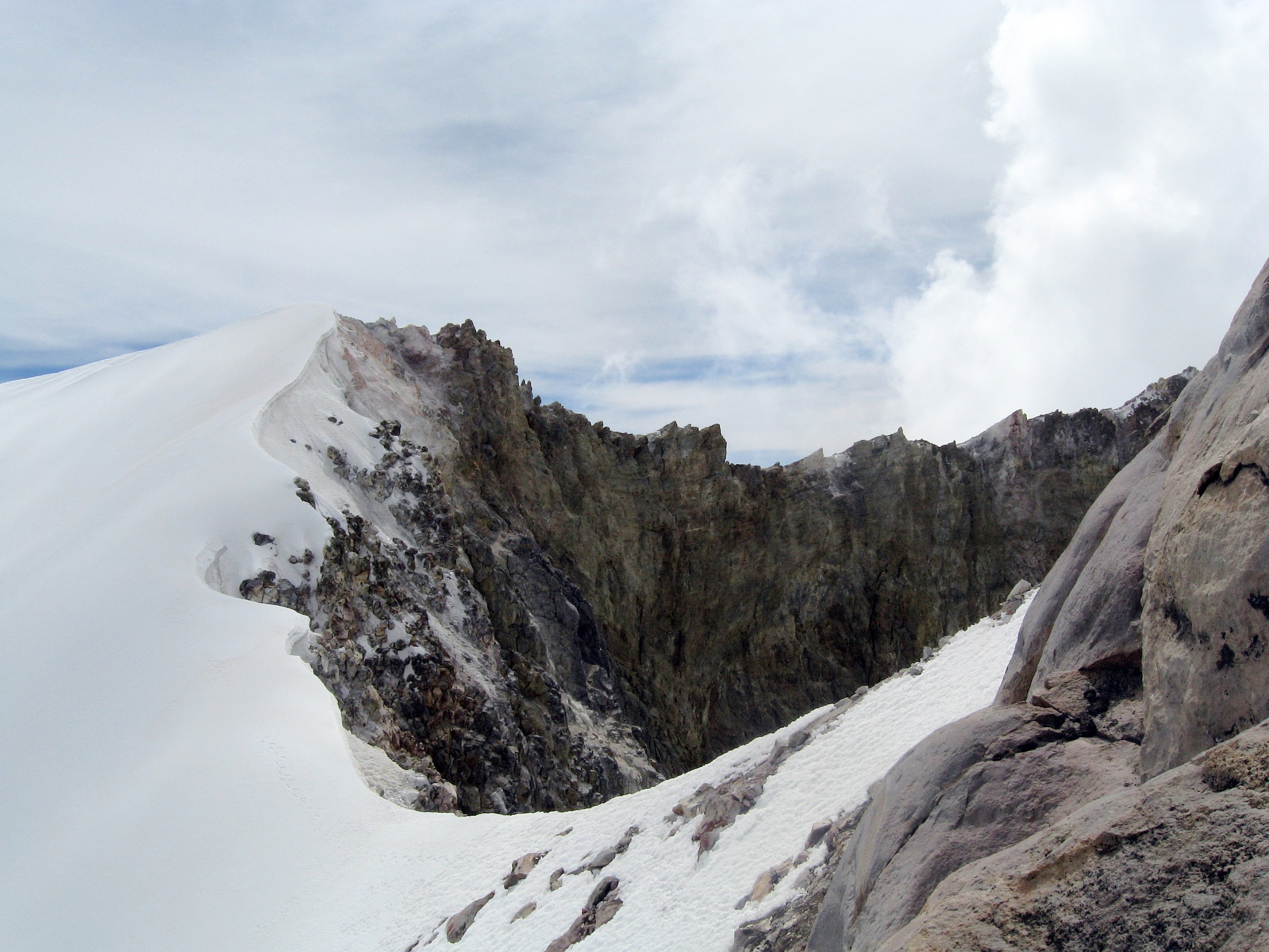
Vue des rebords du cratère depuis le sommet du glacier Este.

Le pic d'Orizaba repose sur un socle de calcaire du Crétacé. Il s'est construit en trois phases, la plus récente débutant à la fin du Pléistocène. L'édifice consiste en trois stratovolcans et des dômes imbriqués : le Torrecillas de 650 000 à 250 000 ans BP, l'Espolón de Oro de 210 000 à 16 000 ans BP et le Citlaltépetl depuis 16 000 ans. Ils sont principalement constitués d'andésite et de dacite. Le volcan est actuellement actif.

### Climat
Le climat est de type tropical d'altitude. Il connaît deux saisons bien marquées : la saison des pluies et la saison sèche. La saison des pluies commence en mai ou en juin et se termine en septembre, parfois en octobre. À Orizaba, les précipitations sont voisines de 300 à 400 mm par mois de juillet à septembre. C'est la saison des orages et d'un temps instable. Parfois, des cyclones tropicaux atteignent cette région, ce qui provoque de très fortes chutes de neige ou de pluie selon l'altitude. De novembre à avril, c'est la saison sèche, le temps est habituellement beau et stable. Il tombe 30 à 40 mm par mois de décembre à avril à Orizaba.
Les températures passent par un maximum en avril et mai, juste avant la saison des pluies. En effet, les jours sont longs et le soleil est très haut. Plus tard dans la saison, les températures baissent car le ciel est nuageux à cause de l'arrivée de la saison des pluies. Les mois de décembre à février connaissent les températures les plus faibles.

## Histoire
Onze éruptions ont été recensées entre le VIIIe millénaire av. J.-C. et le début de notre ère. Dans des temps historiques, d'autres se sont produites régulièrement, vers 40, 90, 140, 220, en 1175, vers 1260, en 1545, 1566, 1569, 1613, 1687 et 1846 ; d'autres sont incertaines. Cette dernière éruption a eu un indice d'explosivité volcanique (VEI) de 2. La plus violente s'est probablement déroulée vers 6710 av. J.-C. ± 150 ans et a pu atteindre un VEI de 5, avec extrusion d'un dôme de lave et émission d'une nuée ardente.

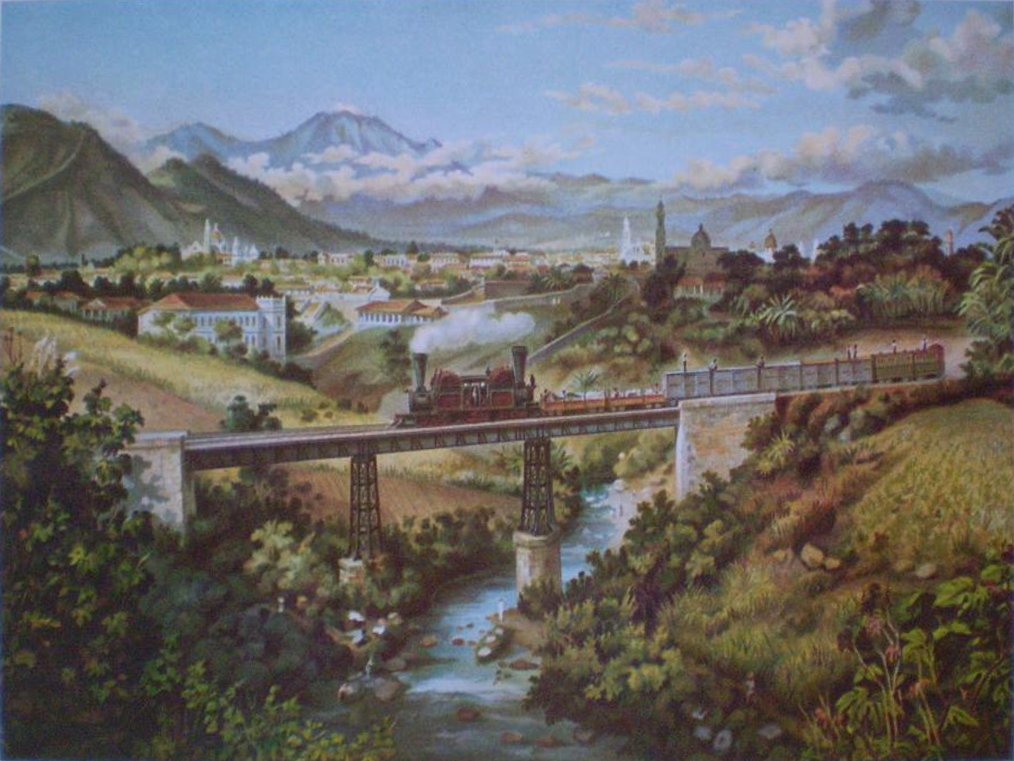
Peinture de Casimiro Castro, en 1877, représentant le pic d'Orizaba depuis le pont de Paso del Toro.

Au cours de la colonisation espagnole des Amériques, Hernán Cortés traverse les reliefs au pied du volcan, ce qui ralentit sensiblement sa progression vers Tenochtitlan. Au XVIIe siècle, la Couronne d'Espagne finance la construction de plusieurs routes afin de contourner le Citlaltépetl. L'une d'entre elles, tracée au sud du volcan et reliant les villes d'Orizaba et Fortín de las Flores (es), devient la route commerciale principale entre Mexico et Veracruz. Un chemin est plus tard construit par les Jésuites afin d'établir une colonie au pied de la montagne. Les Espagnols se servent fréquemment du volcan comme un repère afin de rejoindre le port de Veracruz. Plusieurs batailles se déroulent près du pic d'Orizaba lors de la guerre d'indépendance du Mexique.
Enrique Galeotti est le premier Européen à explorer le volcan, en 1838. À la fin de la guerre américano-mexicaine, en mai 1848, deux lieutenants américains, F. Maynard et G. Reynolds, sont les premiers à atteindre officiellement le sommet du pic d'Orizaba,. En 1851, le mineur français Alejandro Doignon atteint également le sommet. Au milieu du XIXe siècle, le volcan est étudié par de nombreux scientifiques, dont le botaniste germanique Hugo Fink qui recense une grande partie de sa flore. En 1873, Martin Tritschler plante le drapeau mexicain au sommet.

## Activités

### Ascension

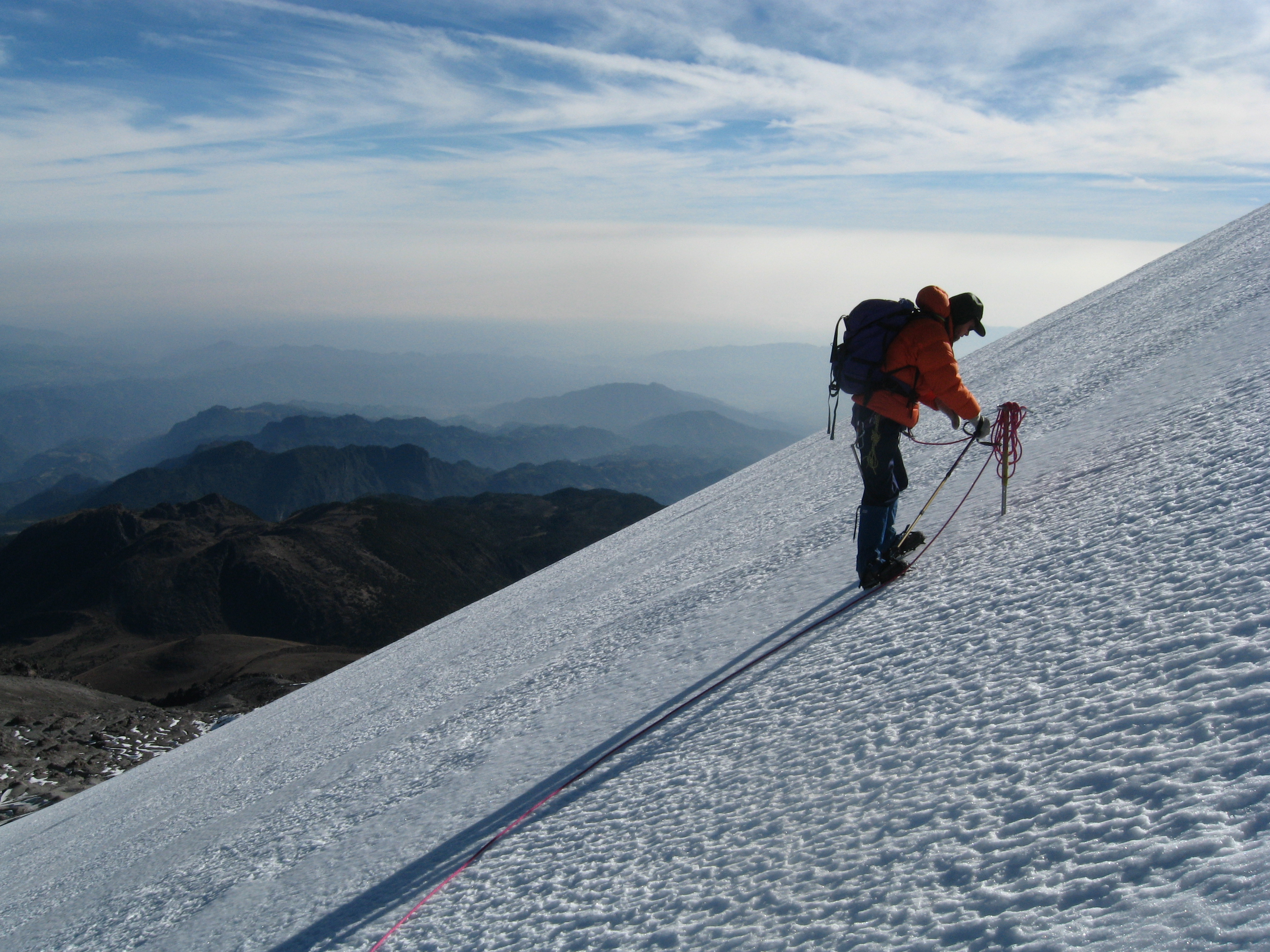
Randonneur dans la partie finale de la voie normale, sur le glacier Jamapa.

Le pic d'Orizaba attire chaque année un grand nombre de randonneurs du monde entier. Il existe de nombreux itinéraires pour l'ascension, surtout fréquentés entre octobre et mars. Le plus populaire démarre du refuge Piedra Grande situé à 4 270 mètres d'altitude et traverse le glacier Jamapa. Il est également possible de s'acclimater au refuge qui se trouve à 4 900 mètres au pied du glacier. Pour les alpinistes, il existe une voie technique sur glace sur le versant ouest, Serpents Head, cotée 3. Un itinéraire en face sud propose une montée courte mais vertigineuse, dépourvue de glacier. L'ascension finale se déroule le long d'un tronçon sur glace, dépourvu de crevasses.

### Protection environnementale
Le parc national Pico de Orizaba a été créé le 16 décembre 1936 par le président Lázaro Cárdenas sur une superficie de 19 750 ha afin de protéger la richesse naturelle du volcan, ses environs et les localités de Tlachichuca, Ciudad Serdán, La Perla, Mariano Escobedo et Calcahualco. Le décret fédéral a été traduit en loi fédérale le 4 janvier 1937.

## Culture populaire
Le pic d'Orizaba est une figure majeure dans les cultures pré-hispaniques, comme chez les Aztèques et les Totonaques. Le volcan est l'objet de nombreuses mythologies autochtones. Chez les Olmèques, Orizaba est l'esprit d'un aigle réincarné en volcan ; le fait de le gravir et de prier au sommet prévient de ses colères et l'empêche d'entrer en éruption[réf. nécessaire].
Dans le deuxième tome de la série de livres Opération Joshua (The Joshua Files (en)) de M.G. Harris, le héros doit se rendre sur le pic d'Orizaba.